# Durrīya Schafīq

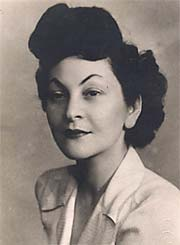
Doria Shafik, um 1930

Durrīya Schafīq, auch Doria Ragai Shafik (arabisch درية شفيق, DMG Durrīya Šafīq; geboren am 14. Dezember 1908 in Ṭanṭā; gestorben im September 1975 in Kairo), war eine ägyptische Journalistin und Feministin, die für das Frauenwahlrecht kämpfte. Sie gründete die Vereinigung Bint an-Nīl („Tochter des Nil“), die erste Frauenrechtsorganisation in Ägypten und im Nahen Osten.

## Leben und Wirken
Durrīya Schafīq erhielt eine westliche Erziehung auf einer französischen Missionsschule und einer katholischen Secondary School in Alexandria. Mit 19 Jahren gewann sie mit einem Essay über den Sozialreformer Qasim Amin ein Stipendium, mit dem sie in Paris Philosophie studieren konnte. Als erste Ägypterin wurde sie an der Sorbonne in Paris promoviert mit einer Arbeit zum Thema Die Frau und das religiöse Recht in Ägypten. In Paris heiratete sie einen Cousin. Nach ihrer Rückkehr nach Ägypten 1940 unterrichtete sie für mehrere Jahre an der Universität Kairo, eine Professur für Philosophie wurde ihr jedoch verweigert. Schafīq wandte sich dem Journalismus zu. Ab 1945 gab sie verschiedene Frauenzeitschriften heraus: La Femme Nouvelle (deutsch: „Die neue Frau“) und in arabischer Sprache Die moderne Frau und Die Töchter des Nils, die besonders bei Studentinnen Anklang fand.
Im Zuge der wachsenden Frauenbewegung in Ägypten gründete sie 1948 die Frauenrechtsorganisation Bint an-Nīl, deren Ziele das aktive und passive Frauenwahlrecht, die politische Gleichberechtigung der Frau, die Abschaffung der Vielehe und eine Änderung des Ehescheidungsverfahrens waren.
Nach der Revolution Gamal Abdel Nassers von 1952 stellte dieser zunächst ein Gremium für die Ausarbeitung einer Verfassung zusammen, in dem keine Frauen saßen. Erst nach einem Hungerstreik einer Gruppe von Frauen um Schafīq sagte Nasser zu, deren Forderungen nach Frauenrechten zu berücksichtigen.
Die letzte Protestaktion der Frauenrechtlerin in Form eines Hungerstreiks richtete sich gegen die israelische Besetzung während der Sueskrise und die Entstehung einer Diktatur in Ägypten. Schafīqs Gegnerinnen innerhalb der Frauenbewegung denunzierten sie. Im neuen Ägypten gab es keinen Platz für Schafīqs Eintreten für individuelle Freiheit und einen säkularen Liberalismus: Ihre Organisation und die Zeitschrift Die Töchter des Nils wurden 1957 verboten und Durrīya Schafīq 18 Jahre lang unter Hausarrest gestellt. Ihren Namen ließ Nasser aus den Geschichtsbüchern entfernen. 1975 stürzte sie sich aus ihrer Wohnung im sechsten Stock ihrer Wohnung in Kairo und starb.
2013 ließ das von den Muslimbrüdern dominierte ägyptische Erziehungsministerium Durrīya Schafīq wiederum aus den Schulbüchern für 2013/14 tilgen. Der Berater für Philosophie und Nationale Erziehung des Ministeriums, Mohamed Sherif, gab laut der in Ägypten geborenen Islamwissenschaftlerin Sarah Eltantawi als Grund an, „dass sie keinen Hidschab trage“.

## Publikationen
- als Doria Ragai (Shafik): L'art pour l'art dans l'Égypte antique, Faculté des lettres de Paris. Geuthner, Paris 1940, OCLC 892220456 (Dissertation (Thesis doctoral), Université de Paris, Faculté des Lettres, 1940, XX, 195 Seiten, 1 Foto: il. (algunes col.) "Avec 1 planche en couleurs et 94 planches en noir").
- Durrīyah Shafīq (Hrsg.): Art copte, Sondernummer: Numéro d'été 1951 von: La Femme Nouvelle, La Femme Nouvelle, Le Caire (Kairo) 1951, OCLC 84003472 (78 Seiten, illustriert, teilweise in Farbe).[9]